# Acetylaceton
Acetylaceton is een organische verbinding met als brutoformule C5H8O2.
Een belangrijke eigenschap van dit diketon is de relatief hoge aciditeit van de methyleengroep tussen de twee carbonylgroepen. Opgelost in water, vindt een snelle keto-enol-tautomerisatie plaats waardoor een aanzienlijk deel van de stof zich in de enol-vorm bevindt. In zuivere toestand is zelfs 80% van het acetylaceton in deze vorm.

## Acetylacetonaat
Doordat deprotonatie eenvoudig is, vormt de stof stabiele complexen met ionen van (overgangs)metalen. Deze acetylacetonaten, aangeduid met de afkorting acac, worden onder andere ingezet als katalysatoren. Fe(acac)3 katalyseert een scale aan koppelingsreacties waarbij het ene substraat uit een Grignard reagens met een aryl- of alkylgroep bestaat en het andere een aryl-, vinyl- of acyl-halide is. In de verwante Kumada-koppeling zijn de katalysatoren op palladium (palladium(II)acetylacetonaat) en nikkel gebaseerd.

## Organische synthese
Een ander belangrijk toepassingsgebied is de organische synthese, waar acetylaceton veel wordt toegepast als synthon, een bouwsteen, vooral gebruikt in condensatiereacties. Veelal worden heterocyclische verbindingen gesynthetiseerd, die uiteindelijk worden omgezet tot biologisch actieve stoffen als geneesmiddelen, fungicides en herbicides.